# جو هو
جو هو (بالإنجليزية: Jo Ho)‏ هي كاتبة سيناريو ومخرجة بريطانية، ولدت في 28 مارس 1977 في داجنهام في المملكة المتحدة.

## وصلات خارجية
- جو هو على موقع IMDb (الإنجليزية)
- جو هو على موقع أول موفي (الإنجليزية)
- جو هو على موقع كينوبويسك (الروسية)